# Fritz Rödiger
Fritz Rödiger (* 18. März 1824 in Brambach; † 25. November 1909 in Worben) war ein deutscher Revolutionär.

## Leben
Rödiger wurde im Vogtland geboren und besuchte in Brambach die Volksschule und ab 1837 das Gymnasium in Plauen. Als Landwirtschaftsschüler war Rödiger 1841/42 auf dem Rittergut Erlbach tätig, bevor er 1843 sein Studium der Rechtswissenschaften aufnahm. Während seines Studiums in Jena wurde er 1843 Mitglied der Burschenschaft auf dem Burgkeller; er war auch Mitglied der Burschenschaft auf dem Bären und 1845 Mitgründer der Burschenschaft Teutonia Jena. Als Rechtsstudent gehörte er, wie der spätere Adorfer Bürgermeister Carl Gottlob Todt, den Revolutionären von 1848/49 an. Ab Januar 1849 gab Fritz Rödiger die Zeitung Die Brille (Die Staats- und Hausbrille) heraus. Rückblickend heißt es zu dieser Zeit: Von Plauen her schlugen die Wogen auch ins obere Vogtland. Und zu den Volksrednern Heubner in Plauen, Todt und Blankmeister in Adorf gesellte sich bald auch unser Schloßfritz [...]. In Rede und Gegenrede gewappnet hier auch zuweilen derbkräftig und urvogtländisch seinem Widerpartner entgegentretend, hatte sich bald der „Schloßfritz“ überall einen Namen gemacht. [...] Dazu hatte er noch am 6. Mai 1849 in einer Versammlung der Liberalen in Adorf nachdem die Auflösung des Landtages, die Flucht des Königs und seiner Minister und die Einsetzung einer provisorischen Regierung bekannt geworden, mit durchdringender Stimme aufgefordert zum bewaffneten Marsch gen Dresden. [...] Der Aufstand in Dresden war schon am 10. Mai niedergeworfen. Und 14 Tage darnach rückten, wenn auch nur auf kurze Zeit, 150 preußische Jäger in Adorf ein.
Nach dem Scheitern der Revolution war er in den Jahren 1849 und 1850 in der Adorfer Fronveste in der Johannisstraße inhaftiert und wurde u. a. wegen des Herausgebens einer revolutionären Zeitschrift, genannt „Die Staats- und Hausbrille“ zu 12 Jahren und einem Monat Zuchthaus verurteilt. Kurz vor der Überführung in selbiges gelang ihm in der Nacht des 28. Juli 1851 gemeinsam mit dem Adorfer Revolutionär Karl Ludwig Ferdinand Blanckmeister die Flucht, die ihn schließlich in die Schweiz führte. Nach Aufenthalt in Zürich, ließ er sich in Solothurn und zuletzt in Biel nieder, wo er als Gutsbesitzer, Kultur- und Brunneningenieur fortan lebte und 1909 nach erfülltem Leben starb.
In der Zeitschrift „Die Gartenlaube“ schrieb Fritz Rödiger 1874 einen längeren Erinnerungsbericht an die Zeit seiner Inhaftierung in Adorf unter dem Titel: Aus meinem Gefängniß- und Fluchtleben.